# Chabab Larache
O Chabab Larache é um clube de futebol com sede em Larache, Marrocos. A equipe compete no Campeonato Marroquino de Futebol.

## História
O clube foi fundado em 1955.